# Route 4 (Ontario)
Pour les articles homonymes, voir Route 4.
La route 4 est une route provinciale de l'Ontario reliant Saint Thomas à Clinton dans un axe sud/nord. Elle mesure 100 kilomètres au total.

## Description du Tracé

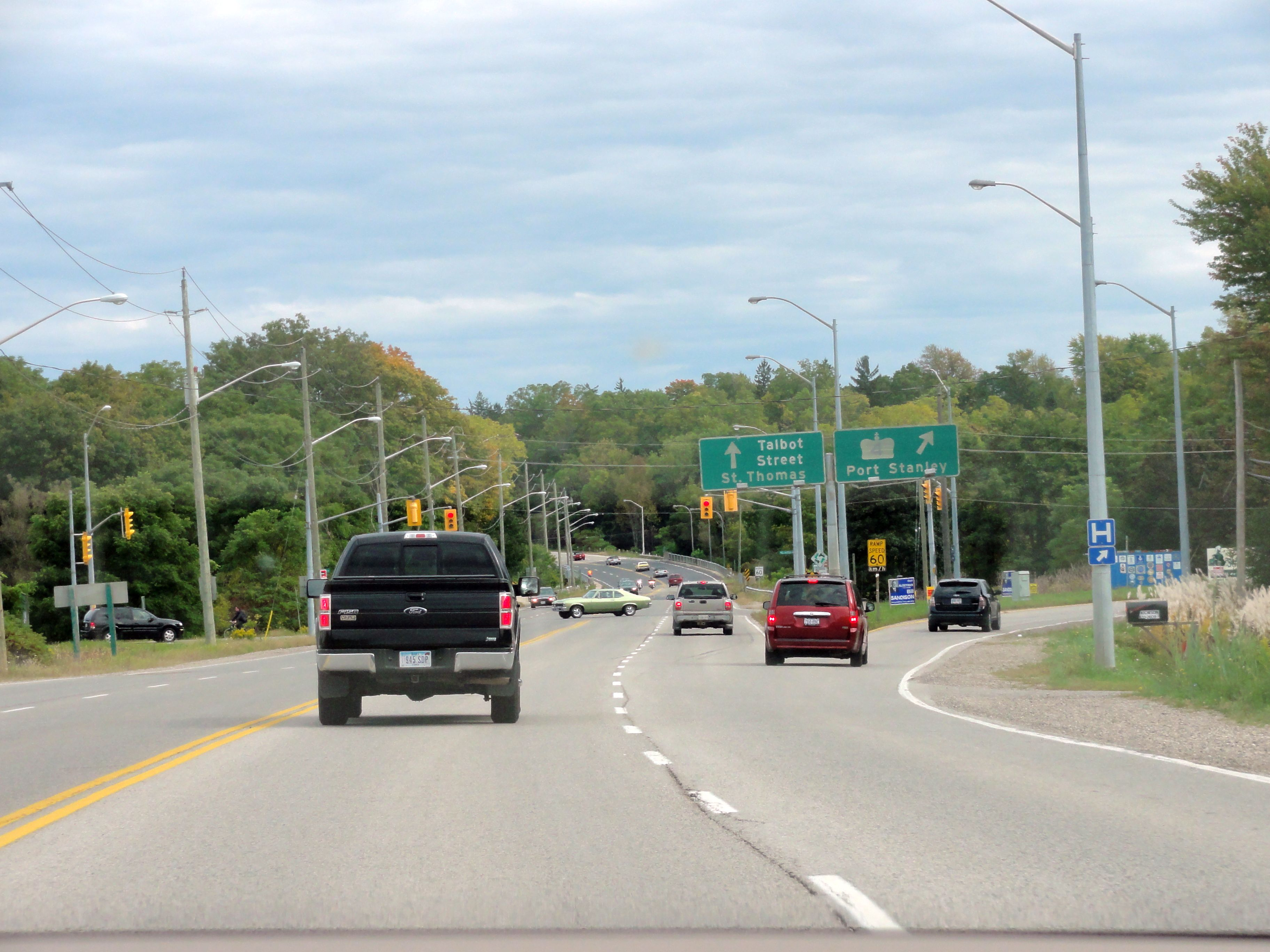
Le terminus sud de la route 4 sur la Route 3 à Saint Thomas.

La route 4 commence au nord-ouest de Saint Thomas sur la Route 3. Elle se dirige ensuite vers le nord pendant 13 kilomètres en croisant l'autoroute 401 et l'autoroute 402. À Lambeth, elle bifurque vers le nord-est étant appelée Wharnclife Rd. C'est au kilomètre 18 qu'elle fait son entrée dans London.
La 4 passe directement dans le centre-ville de London possédant 3 noms, soit Stanley Ave., York St. et Richmond Ave. C'est au kilomètre 28 qu'elle sort de London en se dirigeant vers le nord jusqu'à Lucan. À Lucan, elle se dirge vers le nord-ouest pendant une courte période avant de se rediriger vers le nord jusqu'à Clinton, sur la Route 8, 80 kilomètres de London. Le terminus nord de la 4 est justement à ce point. 

## Intersections principales
| Route 4 |       | |                              |                                     |
| ville   | km    | intersection                                                                                           | destinations                 | notes                               |
| Lambeth | 6     | Autoroute 401                                                                                          | Windsor, Toronto             | échangeur                           |
| Lambeth | 11    | Autoroute 402                                                                                          | Sarnia, Toronto (via 401)    | échangeur                           |
| London  | 18-29 | La 4 passe directement dans le centre-ville; nombreuses intersections et feux de circulation fréquents | alentour de London           | boulevard urbain à 4 voies divisées |
| Lucan   | 44    | Route 7 est                                                                                            | Kitchener, Toronto (via 401) |                                     |